# Velký Třebešov
Velký Třebešov (Groß Trebeschau) ist eine Ortschaft in Tschechien. Sie liegt zwei Kilometer westlich von Česká Skalice an der Europastraße 67 und gehört zum Okres Náchod.

## Geschichte

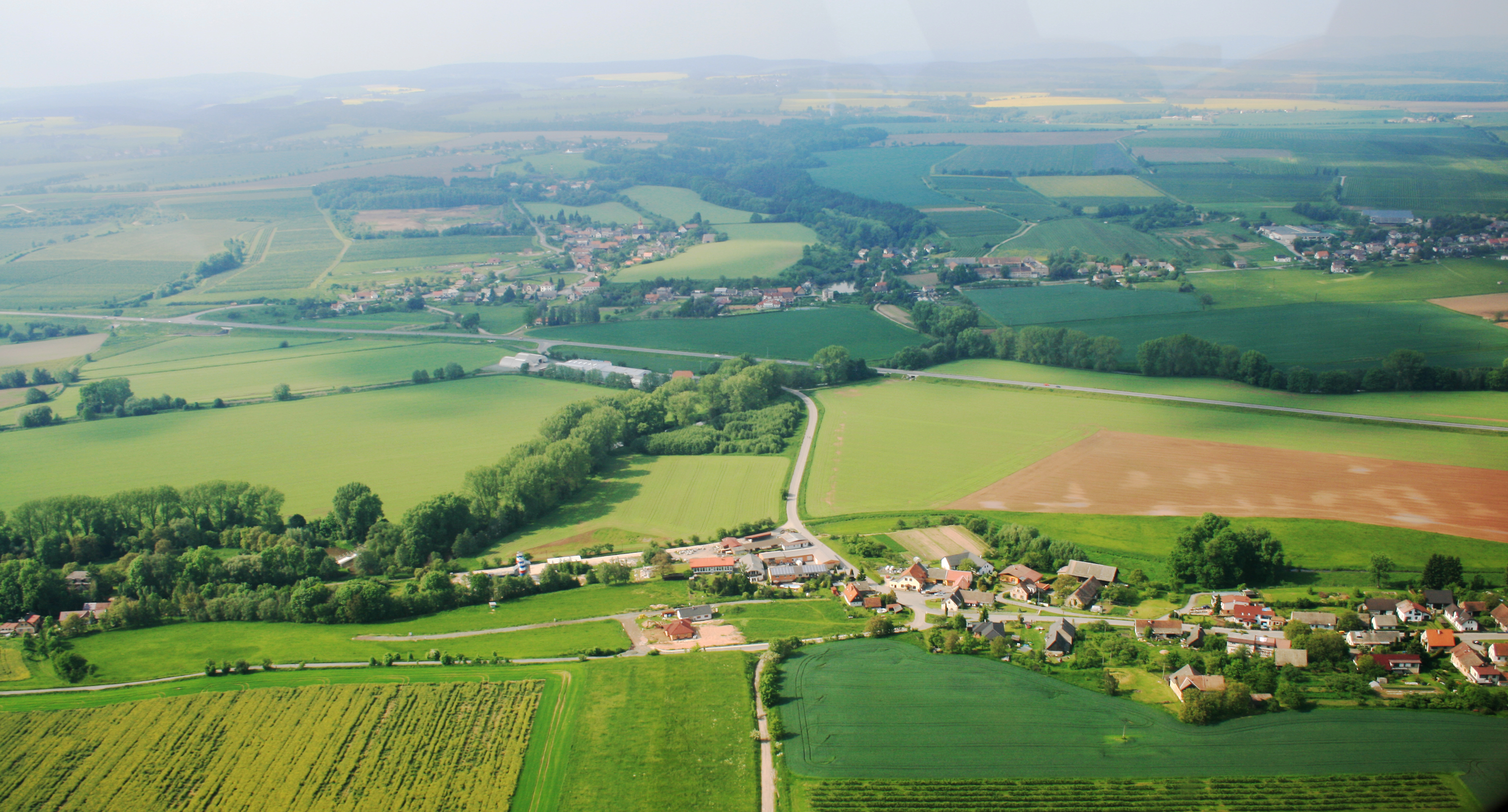
Říkov und Velký Třebešov

Velký Třebešov wurde erstmals 1355 im Zusammenhang mit der dortigen Pfarrkirche St. Stephan erwähnt, die zum Dekanat Dobruška gehörte. 1917 wurde Velký Třebešov mit der bis dahin selbständigen Gemeinde Malý Třebešov vereint. Sowohl in Velký als auch in Malý Třebešov befand sich in früherer Zeit ein Herrensitz mit einer Feste.
Velký Třebešov war im 14. Jahrhundert im Besitz der Herren Berka von Dubá und Ryzmburk, die es 1404 an das Augustiner-Chorherrenstift in Jaroměř verkauften. Nachdem das Chorherrenstift während der Hussitenkriege 1421 zerstört wurde und 1437 Kaiser Sigismund die Höfe des Stifts veräußerte, kam Malý Třebešov an Jaromír Jiřík z Chvalkovic. 1560 kamen Velký und Malý Třebešov zur Herrschaft Ryzmburk. 1611 erwarb beide Ortschaften Marvart Stranovský z Sovojovic und zwei Jahre später Albrecht Václav Smiřický von Smiřice. Er inkorporierte beide Ortschaften seiner Herrschaft Nachod, mit der sie bis zur Ablösung der Patrimonialherrschaften verbunden blieben. Die Feste in Malý Třebešov, die im Kaufvertrag von 1613 als aus Stein erbaut und zweistöckig bezeichnet wird, diente danach als Gutshof. Die Feste in Velký Třebešov existierte um diese Zeit nicht mehr.

## Gemeindegliederung
Für die Gemeinde Velký Třebešov sind keine Ortsteile ausgewiesen.